# 拉蒙·弗萊雷
拉蒙·弗萊雷·塞拉诺（西班牙語：Ramón Freire Serrano，西班牙語發音：[raˈmoɱ ˈfɾejɾe]；1787年11月29日—1851年12月9日）是智利獨立戰爭領袖之一，曾擔任智利最高統帥（1823年至1826年）與智利總統（1827年）。